# 행복한 왕자

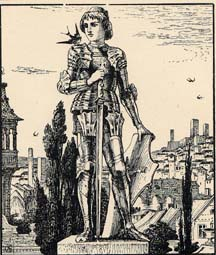
월터 크레인 초판 그림

《행복한 왕자》(영어: The Happy Prince)는 오스카 와일드가 지은 동화 작품 가운데 하나이다. 1888년 동화집 《행복한 왕자와 다른 이야기들》(The Happy Prince and Other Tales)을 통해 발표한 동화 작품이다. 2017년에는 루퍼트 에버렛과 콜린 퍼스 주연의 동명의 영화가 개봉되었다. 한국어판은 동쪽나라에서 펴낸 <세상에서 가장 아름다운 이야기>에 황순원의 <소나기>, 나다니엘 호손의 <큰바위얼굴> 등과 함께 실려 있다.

## 줄거리
높이 솟은 기둥 위에 보석들로 치장한 행복한 왕자 동상이 있고 사람들은 그 동상을 찬미한다.
어느 겨울 날, 갈대와 노니느라 따뜻한 나라인 이집트로 가지 못한 제비가 밤에 동상 위에서 쉬다가 행복한 왕자의 눈물을 본다. 행복한 왕자 동상은 아래로 내려다 보이는 비참한 도시의 모습이 마음 아프다며, 제비에게 자신을 도와줄 것을 부탁한다. 이에 제비는 왕자가 들고 있던 칼자루의 루비를 아픈 아이에게 물어다주어 엄마와 아픈 아이에게 오렌지를 먹일 수 있도록 했고, 배가 주려서 글을 쓰지 못하던 가난한 작가와 성냥팔이 소녀에게 눈에 박혀있던 사파이어를 가져다준다. 또한 몸을 덮고 있던 금조각들을 모두 떼내어 가난한 사람들에게 나누어 주었다. 처음에는 "내 친구들은 이집트에서 겨울을 나고 있는데..."라면서 불안해하던 제비는 이후 왕자가 "이제 네가 할 일은 없어. 친구들이 있는 이집트로 가려무나"라고 말하자 "아니에요, 당신 곁에 있는 것이 좋아요"라면서 그가 하려는 일을 돕고자 했다. 열이 올라서 힘들어하는 어린이가 낫도록 날개짓을 할 만큼 가난한 이들의 어려운 처지를 헤아리는 마음이 생겼기 때문이었다.
행복한 왕자의 모습은 점점 초라해져 가고, 심부름을 하던 제비는 추운 날씨 탓에 죽고 말았다. 
이제는 초라해지고 볼품 없어진 행복한 왕자 동상을 시의원들은 아예 녹여 버리기로 한다.
그러나 행복한 왕자의 쪼개져 버린 심장만은 녹지 않았다. 
이때 하늘나라에서는 하나님이 천사에게 도시에서 가장 귀한 두 가지를 가져오라고 명령했다.
그러자 천사는 주저없이 행복한 왕자의 쪼개진 심장과 죽은 제비를 가져다 바쳤고, 그리하여 그들은 천국에서 행복하게 살았다고 한다.

## 같이 보기
- 욕심쟁이 거인